# كرسي الملك سلمان بن عبد العزيز لدراسات تاريخ مكة المكرمة
كرسي الملك سلمان بن عبد العزيز لدراسات تاريخ مكة المكرمة أنشئ بهدف خدمة تاريخ المملكة العربية السعودية، ودعم الدراسات التاريخية التي يقدمها الباحثون، على أن تركز أعمالهم في إظهار الجوانب التاريخية لمكة المكرمة، والمشاعر المقدسة بشكل خاص باعتبارها قبلة المسلمين من جميع أنحاء العالم. وجاءت فكرة إنشائه بمبادرة من الملك سلمان بن عبدالعزيز، والذي دشن اتفاقيته في 1432هـ، عندما كان أميرًا للرياض، بين جامعة أم القرى، ودارة الملك عبدالعزيز والتي تمول الكرسي ماليًا بعقد يجدد كل خمس سنوات. ويشرف عليه الدكتور عبد الله بن حسين الشريف.

## إصدارات الكرسي
- المشاعر المقدسة عبر العصور
- الموانئ البحرية الحجازية من البعثة النبوية إلى نهاية العصر المملوكي
- الحياة الاجتماعية بمكة المكرمة في عهد الملك عبد العزيز آل سعود
- الطوافة والمطوفون
- النقود المتداولة في مكة المكرمة في العصر العثماني حتى نهاية القرن الـ12هـ / 18م
- الموارد المالية لأمراء مكة في العصر المملوكي
- منهج المؤرخ المكي تقي الدين الفاسي في الاستدلال بالوثائق والنقوش التاريخية
- وثيقة أوقاف السلطان قايتباي المملوكي في مكة المكرمة
- السدانة (الحجابة) للكعبة المعظمة قبل الإسلام
- الآثار المكية من خلال مدونات الرحالة المغاربة والأندلسيين
- الظواهر الطبيعية والآثار العمرانية في مكة المكرمة من خلال كتابات الرحالة المغاربة
- سوق مجنّة
- الحرف التقليدية في مكة المكرمة في العهد السعودي
- قراءة في تاريخ أنظمة الحج والعمرة في صحيفة أم القرى
- غسل الكعبة المشرفة في العهد السعودي
- الإضاءة في الحرمين الشريفين منذ ظهور الإسلام حتى نهاية العصر المملوكي
- المراسيم والأوامر الملكية في رعاية مكة المكرمة والمشاعر المقدسة في العهد السعودي